# Agustí Cohí Grau
Agustí Cohí Grau (El Vendrell, Baix Penedès, 10 de juny del 1921- 9 de març del 2012) fou un compositor i pedagog musical català.

## Biografia
Els seus pares, Agustí Cohí i Sangüesa, natural de Tortosa, i Josefina Grau i Miró, d'Albinyana, formaren l'any 1924 la Companyia Teatral Cohí-Grau (que es mantindria fins a l'any 1948), on s'incorporaren els fills del matrimoni com a actors i músics (l'Agustí, ja de ben petit actuava i tocava el violí).
En aquest ambient, Agustí Cohí començà a estudiar música, primer amb la seva mare Josefina Grau, i posteriorment amb Pau Gomis, organista de Sant Salvador del Vendrell. El 1927 la seva família es traslladà a Barcelona i l'Agustí es matriculà a l'acadèmia Capsir, on va fer violí amb Santiago Burgués. Amb deu anys ja cantava de solista al cor de nois de l'Orfeó Català, i amb 13 començà a estudiar música a l'Escola Municipal de Música de Barcelona, on tingué de mestres Joaquim Salvat (solfeig), Eduard Toldrà (violí), i Joaquim Zamacois i Pahissa (harmonia i composició). L'any 1936 la seva família tornà al Vendrell, i l'Agustí tocà l'orgue de l'església parroquial durant l'estiu; el 1939 va fer de mestre de capella de la parròquia durant vuit mesos. De tornada a Barcelona, el 1944 Agustí Cohí s'incorporà a la cobla Albert Martí com a trombonista, i en el període 1948-1950 tocà a la cobla Pere Rovira, fins que es traslladà a Madrid, on va fer de director musical de revistes i sarsueles. En aquesta capital participà d'un projecte del Ministeri de Cultura d'Espanya que, durant deu anys (1950-1960), el portà arreu de l'estat espanyol dirigint corals d'alumnes d'institut amb reforç d'orquestra simfònica.
Cohí Grau va dirigir diferents agrupacions corals i instrumentals: a Barcelona obtingué el 1957 la direcció de l'Orquestra Simfònica Estela, lloc que mantingué quaranta anys, fins al 1997, i compatibilitzà aquest càrrec amb els de subdirector de l'Orfeó Gracienc (1962-1967) i director de l'Orfeó Canigó i Les Flors de Maig. Va exercir durant molts anys de professor de música a l'Institut Jaume Balmes (1960-1973), al col·legi Sant Ignasi de Sarrià (1964-1986) i a les escoles del Metro (1967-1983), i va elaborar una pedagogia especial per divulgar i fer estimar la música als infants.
En tant que compositor, va ser autor de l'òpera Nausica, de sarsueles, com la d'El timbaler del Bruc (basada en la llegenda del mateix nom), cinc misses, diverses Ave Maria, setze obres simfòniques per a violoncel i cobla, motets i goigs, obres simfòniques i corals. Va compondre unes 80 sardanes i va instrumentar unes vuit-centes danses populars. L'any 1988 va ser cofundador, i des d'aleshores president, de l'Associació Musical de Mestres Directors de Catalunya. El 2004 va rebre la Creu de Sant Jordi. El mestre Cohí va crear la Beca Agustí Cohí Grau que, des del 2005, s'atorga anualment a un alumne de l'Escola de Música del Vendrell. Va morir el març del 2012 i fou sebollit al Cementiri de les Corts (Barcelona).
El fons personal d'Agustí Cohí i Grau es conserva a la Biblioteca de Catalunya.

## Obres
(selecció)
- Advocació nova a Sant Salvador, amb lletra de Josep Maria Inglés
- Alegria, vals-jota
- Arrels vendrellenques (1986), ballet
- Cadaqués, ballet (1992)
- El celler (1968), ballet
- Cinc cançons catalanes per a violoncel i orquestra
- Cinc cançons nadalenques per a violoncel i orquestra
- Coixí blaníssim d'amor (1966), amb lletra de Teresa Aimeric i Padrós
- Concert per a cobla i orquestra simfònica (2005)
- Concert per a saxo tenor i cobla, enregistrat a Obres simfòniques..., (també en versió per a saxo i banda)
- Concert per a violí i cobla (1984), enregistrat a Obres simfòniques...
- Concert per a violoncel i cobla (2001), enregistrat dues vegades, per la cobla Sant Jordi a Obres simfòniques..., i per la Cobla Mediterrània i el violoncel·lista Nabí Cabestany (Violoncel & cobla Castellar del Vallès: Picap, 2001. Ref. 91018502)
- De profundis (1966), a 4 veus mixtes, amb lletra de Manuel Cortada
- En un bosc de Montserrat (1936), primera composició musical en solitari
- L'envelat, ballet
- El Fill emigrant, poema simfònic, per a cobla, enregistrat a Obres simfòniques...
- El follet enjogassat (1980), per a orquestra
- Gronxant el bressol, cançó per a cant i piano (1960), amb lletra de Miquel Saperas
- Hem vist la gloria de Déu K. 11: temps de Nadal-Epifanía Nadal, missa de Mitjanit (1961), amb lletra de Jaume Planas
- Himne de l'Institut de Formació Professional del Vendrell (1984), amb lletra de Josep Maria Calaf
- Himne del centenari de l'excursionisme català (1977), amb lletra de Francesc Blancher
- Impromptu (1999), per a contrabaix
- El mantón de Manila, pasdoble
- Me quiero casar contigo (1950), comèdia musical
- Missa a Sant Josep (1939)
- Missa en honor de Santa Anna (1939), a tres veus
- Música a l'alba (1971), per a cor a 4 veus mixtes amb lletra de Miquel Saperas
- Nausica (1961), òpera en tres actes amb llibret de Lluís Gassó i Carbonell, estrenada en versió d'oratori el 1965
- Ocells de bosc, per a flauta i orquestra
- Pan, amor y melodías, música per a l'escena
- La polka roja (1964), sarsuela amb llibret de Van Leyva
- Pregària sense paraules, per a violoncel i orquestra
- Recordant l'Alguer (1969), dansa, coreografia de Salvador Mel·lo.[4]
- Roses primerenques (1936), primera obra, uns valsos escrits en col·laboració amb el seu germà Alfred
- Suite claveriana (1975), per a banda
- Suite pastoril, obra lliure per a cobla
- El timbaler del Bruc, sarsuela amb llibret de Pere Gili i Canet, enregistrada per la Coral Sant Jordi i l'orquestra de l'Acadèmia del Gran Teatre del Liceu dirigida per Salvador Brotons en el CD del mateix títol (Barcelona: Discmedi, 2009. Ref. DM-4648-02 Blau). Edició crítica: Casas, Joan, Joan. ed. Agustí Cohí Grau: El timbaler del Bruc, sarsuela en tres actes.  Madrid: Instituto Complutense de Ciencias Musicales, 2009 (Música Hispana. Partituras. A. Música Lírica. Orquesta, 81).
- Tu ets avui el rei de la festa (2000), per a cor a 4 veus mixtes, amb lletra de Miquel Bertran i Quera
- El Vendrell, ballet
- Xiula, xiulant: cançó nadalenca (1997), per a cor a 4 veus mixtes, amb lletra de Ramon Capell

### Sardanes
- A l'Albert Martí, obligada de tenora
- A una terra, dansa bella (2003), enregistrat per la Cobla Cadaqués al CD Homenatge de Catalunya al sardanisme dels anys 1940-1950 (Girona: 44.1 Estudi de Gravació, 2003)
- Aire fresc de Masllorenç (2003), enregistrada a Les nostres...
- El Baix Penedès (2003), enregistrada a Les nostres...
- Buscant la llum (1952), per a dues cobles
- Buscant un amor (1944), primera sardana
- Colla Edelweiss (1997), enregistrada per la cobla Els Montgrins al CD Rubí, de vila a ciutat (Barcelona: Audiovisuals de Sarrià, 1997. Ref. 25.1603)
- Els dansaires del Català (1958), en el 50è aniversari de l'Esbart Català de Dansaires
- Dansaires del Penedès (1971), enregistrada per la cobla Marinada al CD Les sardanes de les colles (Barcelona: Audiovisuals de Sarrià, 1996. Ref. 25.1568)
- Encamp (1990), obligada de fiscorn
- L'encís del flabiol, obligada
- Festes de Roda (1957), amb el motiu de Quan el pare no té pa, enregistrada
- Maria Carme, enregistrada per la Cobla Albert Martí en disc "de pedra" (Sant Sebastià: Colúmbia, 1950. Ref. V-9392)
- El Montmell (1999), enregistrada a Les nostres...
- Nit de Nadal, amb lletra de Ramon Torres i Rossell, enregistrada per l'Orfeó Gracienc en el CD Concert de Nadal (Barcelona: Divucsa, 1991. Ref. CD-5444 Perfil)
- Penedès (1947), enregistrada per la cobla La Principal de la Bisbal al CD Dansaires del Penedès (Barcelona: Audiovisuals de Sarrià, 1996. Ref. 25.1577)
- Poblet, enregistrada per la Cobla Albert Martí en disc "de pedra" (Sant Sebastià: Colúmbia, 1948. Ref. AG-13003)
- Records del Vendrell (1947)
- Sardanistes celonins (1990), enregistrada per la cobla La Principal del Llobregat al CD Sardanes al Baix Montseny 2 (Barcelona. Audiovisuals de Sarrià, 2002)
- Sóc del Vendrell (2002), composta amb motiu del Pubillatge vendrellenc, enregistrada per la Cobla Mediterrània al CD 13 sardanes d'autors vendrellencs (Sabadell: Picap, 2002)
- Sota l'om de Masarbonès (2006), enregistrada a Les nostres...
- Te la mereixes (1949), obligada de tible
- Revesses: Amb senzillesa, Enganyant amb alegria, Et torno a enganyar, però... (1948), La Farga enganyosa (1957), Feia temps que no t'enganyava (1952), El nyic-nyic enganyós, Sense nom, T'enganyaré mentres pugui (1949), T'enganyo (1947), Torna l'enganyós

## Gravacions
(en CD)
- Danses i entremesos de la Garrotxa (arranjaments, instrumentació, adaptació), Cobla La Principal de la Bisbal (Barcelona: Audiovisuals de Sarrià, 1993. Ref. 25.1530)
- Obres simfòniques per a cobla, Cobla Sant Jordi (Barcelona: Discmedi, 2001. Ref. DM-62402 Blau)
- Les nostres sardanes, Cobla Sant Jordi (Barcelona: Audiovisuals de Sarrià, 2005. Ref. 25.1949)